# 大場朱羽
大場 朱羽（おおば しゅう、2002年7月11日 - ）は、神奈川県藤沢市出身の女子サッカー選手。ポジションはゴールキーパー。

## 経歴

### ユース
神奈川県藤沢市出身。藤沢市の八松サッカースポーツ少年団でサッカーを始める。
2015年の中学進学と同時にJFAアカデミー福島に入校。
2021年、JFAアカデミー福島を卒校後、同年秋にイースト・テネシー州立大学に留学、女子サッカーチームレギュラーGKとしてプレーし、サザンカンファレンスの最優秀新人賞を獲得した。

### 代表
2015年11月のU-13日本女子選抜チームに召集され、U-13大韓民国女子代表との親善試合に臨んでいる。なおこの時に一緒に召集されたメンバーの中には後に年代別代表で共にプレーすることとなる田畑晴菜と山本柚月がいる。
2017年にタイで開催されたAFC U-16女子選手権に出場するU-16サッカー日本女子代表に召集され、グループリーグ初戦のオーストラリア戦、第3戦の朝鮮民主主義人民共和国戦、3位決定戦の中華人民共和国戦にそれぞれ出場し、2018年のFIFA U-17女子ワールドカップの出場権を獲得した。
2018 FIFA U-17女子ワールドカップ（ウルグアイ）ではU-17日本女子代表の正ゴールキーパーとして全試合に出場した。
2022 FIFA U-20女子ワールドカップ（コスタリカ）では、U-20日本女子代表としてグループリーグ第3戦のアメリカ合衆国戦以後のすべての試合に出場、特に準々決勝のフランス戦ではPK戦で相手選手の1人目を阻止して日本の勝利に貢献するなどの活躍を見せた。
2024年6月14日、2024年パリオリンピックに出場するなでしこジャパンのバックアップメンバーに選出された。

## 個人成績

### 代表
- 2024年5月31日 - 日本女子代表初出場 -  ニュージーランド戦 (国際親善試合、ムルシア)

#### 主な出場大会
- U-17日本代表
  - 2018年 - 2018 FIFA U-17女子ワールドカップ
- U-20日本代表
  - 2022年 -2022 FIFA U-20女子ワールドカップ
- 日本女子代表(なでしこジャパン)
  - 2023年 - 2023年アジア競技大会[注釈 1]
  - 2024年 - 2024年パリオリンピック

#### 試合数
| 日本代表 | 国際Aマッチ | 国際Aマッチ |
| 年       | 出場        | 得点        |
| -------- | ----------- | ----------- |
| 2024     | 1           | 0           |
| 通算     | 1           | 0           |

2024年5月31日現在

#### 出場試合
| 出場試合一覧 | 出場試合一覧  | 出場試合一覧 | 出場試合一覧                       | 出場試合一覧     | 出場試合一覧 | 出場試合一覧 | 出場試合一覧 | 出場試合一覧 |
| #            | 開催日        | 開催都市     | スタジアム                         | 対戦国           | 結果         | 監督         | 大会         | 出典         |
| ------------ | ------------- | ------------ | ---------------------------------- | ---------------- | ------------ | ------------ | ------------ | ------------ |
| 1.           | 2024年5月31日 | ムルシア     | エスタディオ・ヌエバ・コンドミーナ | ニュージーランド | ○ 2-0        | 池田太       | 国際親善試合 | [ 11 ]       |